# السامريون (جمعية)
السامريّون، هي مؤسسة خيرية مسجّلة تسعى إلى تقديم الدعم العاطفي لمن هم في ضغط عاطفيّ، معاناة في التأقّلم أو تحت خطر الانتحار في جميع أنحاء المملكة المتحدة وآيرلاندا، عادة ما يتمَ ذلك من خلال خدمة الهاتف، على الرغم من أنّ الاسم مشتقّ من الرمز المقدّس والصالح عند السامريّون ، إلا أنّ هذه المنظمة علمانية .تتواجد شبكتها العالميّة تحت مسمى Befrienders Worldwide والتي هي جزء من خطوط المساعدة للدعم العاطفي التطوّعي ( VESH) بجانب Lifeline International و الاتحاد الدولي لخدمات الطوارئ الهاتفية (NOTES).
تأسست Samaritans في عام 1953 من قبل تشاد فاراه وهو نائب في كنيسة أبرشية لندن في لندن.  جاء إلهام تشاد من تجربة كان قد عاشها قبل بضع سنوات كمنسق شاب في أبرشية لينكولن.  قام بجنازة لفتاة تبلغ من العمر أربعة عشر عامًا قتلت نفسها لأنها كانت تخشى أن تكون قد أصيبت بأمراض منقولة جنسيًا.  وفي الواقع ، كانت حائضًا.  وضع فاراه إعلانًا في صحيفة يشجع الناس على التطوع في كنيسته ، والاستماع إلى الأشخاص الذين يفكرون في الانتحار.
نمت الحركة بسرعة في غضون عشر سنوات كان هناك 40 فرعًا والآن هناك 201 فرعًا في جميع أنحاء المملكة المتحدة وأيرلندا  ،وهي منظمة بشكل متعمد دون النظر إلى الحدود الوطنية على أساس أن الخدمة غير السياسية أو الدينية يجب ألا تعترف بالطائفية أو  الانقسامات السياسية.  يقدم السامريون الدعم من خلال أكثر من 21200 متطوع مدرب (2015) ويعتمدون بشكل كامل على الدعم التطوعي.  لم يتم اختيار الاسم في الأصل من قبل تشاد فاراه و كان جزءًا من عنوان رئيسي لمقال في صحيفة ديلي ميرور في 7 ديسمبر 1953 حول عمله